# Bob-Weltmeisterschaft 1991
Die 43. Bob-Weltmeisterschaft fand 1991 erstmals in Altenberg (Deutschland) auf der Bobbahn Altenberg statt.

## Ergebnisse
Beide Wettbewerbe wurden von deutschen Bobteams gewonnen, auch den dritten Platz belegten sowohl im Zweier- als auch im Viererbob deutsche Fahrer. Auf den zweiten Platz kam jeweils eine Mannschaft aus der Schweiz.

### Zweierbob Männer
9./10. Februar 1991
| Platz | Land   | Sportler                          | Zeit (min) |
| ----- | ------ | --------------------------------- | ---------- |
| 1     | GER II | Rudi Lochner / Markus Zimmermann  | 3:49,47    |
| 2     | SUI I  | Gustav Weder / Curdin Morell      | +0,02      |
| 3     | GER I  | Wolfgang Hoppe / Rene Hannemann   | +1,04      |
| 4     | CAN II | Greg Haydenluck / Chris Farstad   | +2,13      |
| 5     | AUT I  | Ingo Appelt / Harald Winkler      | +2,24      |
| 6     | ITA I  | Günther Huber / Antonio Tartaglia | +2,45      |
| 7     | USA I  | Brian Shimer / Edwin Moses        | +2,57      |
| 8     | SUI II | Christian Meili / Christian Reich | +3,00      |
| 9     | FRA I  | Eric Alard / Philippe Tanchon     | +3,44      |
| 10    | GBR I  | Nick Phipps / David Armstrong     | +3,53      |

### Viererbob Männer
16./17. Februar 1991
| Platz | Land   | Sportler                                                                 | Zeit (min) |
| ----- | ------ | ------------------------------------------------------------------------ | ---------- |
| 1     | GER II | Wolfgang Hoppe, Bogdan Musiol Axel Kühn, Christoph Langen                | 4:13,95    |
| 2     | SUI I  | Gustav Weder, Bruno Gerber Lorenz Schindelholz, Curdin Morell            | +0,12      |
| 3     | GER I  | Harald Czudaj, Tino Bonk Axel Jang, Alexander Szelig                     | +0,14      |
| 4     | AUT I  | Ingo Appelt, Gerhard Redl, Gerhard Haidacher, Harald Winkler             | +0,46      |
| 5     | ITA I  | Günther Huber, Marco Andreatta, Thomas Rottensteiner, Antonio Tartaglia  | +1,24      |
| 6     | CAN II | Chris Lori, John Graham, Ken Leblanc, Doug Currier                       | +1,81      |
| 7     | USA II | Brian Shimer, Greg Harrell, Willie Gault, Edwin Moses                    | +1,94      |
| 8     | SUI II | Christian Meili, Beat Hitz, Rene Hitz, Christian Reich                   | +2,31      |
| 9     | CAN I  | Greg Haydenluck, Todd Crawford, Sheridon Baptiste, Peter Robertson-Stove | +2,39      |
| 10    | GBR I  | Nick Phipps, David Armstrong, Jerry Keen, Edd Horler                     | +2,40      |

### Medaillenspiegel
| Platz | Land        | Gold | Silber | Bronze | Gesamt |
| ----- | ----------- | ---- | ------ | ------ | ------ |
| 1     | Deutschland | 2    | 0      | 2      | 4      |
| 2     | Schweiz     | 0    | 2      | 0      | 2      |